# デオリス・ゲラ
デオリス・アレクサンダー・ゲラ（Deolis Alexander Guerra, 1989年4月17日 - ）は、ベネズエラのボリバル州シウダーグアヤナ出身のプロ野球選手（投手）。右投右打。MLBのアスレチックス傘下所属。

## 経歴

### プロ入りとメッツ傘下時代
2005年にアマチュア・フリーエージェントでニューヨーク・メッツと契約してプロ入り。
2006年に傘下のA級ヘイガーズタウン・サンズでプロデビュー。A+級セントルーシー・メッツでもプレーし、2球団合計で19試合に先発登板して7勝8敗、防御率2.53、69奪三振を記録した。
2007年はA+級セントルーシーでプレーし、21試合（先発20試合）に登板して2勝6敗、防御率4.01、66奪三振を記録した。

### ツインズ傘下時代
2008年2月3日にヨハン・サンタナとのトレードで、フィリップ・ハンバー、カルロス・ゴメス、ケビン・マルベイと共にミネソタ・ツインズへ移籍した。この年は傘下のA+級フォートマイヤーズ・ミラクルでプレーし、26試合（先発25試合）に登板して11勝9敗、防御率5.47、71奪三振を記録した。
2009年はA+級フォートマイヤーズとAA級ニューブリテン・ロックキャッツでプレーし、2球団合計で28試合（先発26試合）に登板して12勝11敗、防御率4.89、106奪三振を記録した。オフの11月20日に40人枠入りした。
2010年はAA級ニューブリテンとAAA級ロチェスター・レッドウイングスでプレーし、24試合（先発23試合）に登板して2勝13敗、防御率6.36、85奪三振を記録した。
2011年はAA級ニューブリテンでプレーし、37試合（先発10試合）に登板して8勝7敗1セーブ、防御率5.59、95奪三振を記録した。
2012年はAA級ニューブリテンとAAA級ロチェスターでプレーし、36試合に登板して4勝3敗1セーブ、防御率4.11、71奪三振を記録した。シーズン終了後には40人枠から外れた。
2013年は開幕前の3月に開催された第3回WBCのベネズエラ代表に選出された。
シーズンでは右肩を痛めて長期離脱したため、ルーキー級ガルフ・コーストリーグ・ツインズで3試合に登板して0勝1敗、防御率4.50、3奪三振の成績にとどまった。
2014年はAAA級ロチェスターでプレーし、36試合（先発1試合）に登板して2勝2敗、防御率4.33、54奪三振を記録した。オフにFAとなった。

### パイレーツ時代
2014年11月18日にピッツバーグ・パイレーツとマイナー契約を結んだ。
2015年はAAA級インディアナポリス・インディアンスで開幕を迎えた。6月26日にメジャー契約を結んでアクティブ・ロースター入りし、翌27日のメッツ戦でメジャーデビュー。7月31日にDFAとなり、直後にクリーブランド・インディアンスがゲラを獲得したとの報道があったが、右膝の故障のため移籍とならず、故障者リストに入れられた。この年メジャーでは10試合に登板して2勝0敗、防御率6.48、17奪三振を記録した。オフの12月7日にマイナー契約でパイレーツと再契約した。

### エンゼルス時代
2015年12月10日にルール・ファイブ・ドラフトでロサンゼルス・エンゼルスから指名され、移籍した。
2016年は6月以降、右の中継ぎとしてメジャーに定着し、最終的に44試合に登板して3勝0敗、防御率3.21、36奪三振を記録した。
2017年開幕前の2月8日に第4回WBCのベネズエラ代表に選出され、2大会連続2度目の選出を果たした。2月10日にオースティン・アダムスの加入に伴ってDFAとなった後、15日にマイナー契約で傘下のAAA級ソルトレイク・ビーズへ配属された。スプリングトレーニングには招待選手として参加した。シーズン開幕直後の4月14日にメジャー契約を結んでアクティブ・ロースター入りした。6月3日にDFAとなり、6日にマイナー契約でAAA級ソルトレイクへ配属された。9月5日に再びメジャー契約を結んでアクティブ・ロースター入りした。この年メジャーでは19試合に登板して2勝2敗、防御率4.68、22奪三振を記録した。オフの11月3日にマイナー契約でAAA級ソルトレイクへ配属された後、6日にFAとなった。

### レンジャーズ傘下時代
2018年1月20日にテキサス・レンジャーズとマイナー契約を結び、スプリングトレーニングに招待選手として参加することになった。シーズンでは傘下のAAA級ラウンドロック・エクスプレスでプレーし、40試合（先発4試合）に登板して2勝2敗2セーブ、防御率3.79、71奪三振を記録した。オフの11月2日にFAとなった。

### ブルワーズ時代
2018年12月10日にミルウォーキー・ブルワーズとマイナー契約を結び、2019年のスプリングトレーニングに招待選手として参加することになった。
2019年は開幕を傘下のAAA級サンアントニオ・ミッションズで迎え、7月4日にメジャー契約を結んでアクティブ・ロースター入りした。7月6日にDFAとなり、9日にAAA級サンアントニオへ配属された。その後、9月30日にFAとなったが、10月18日にブルワーズとメジャー契約を結んだ。
2020年1月30日にデビッド・フェルプスの加入に伴ってDFAとなった。

### フィリーズ時代
2020年2月5日にウェイバー公示を経てフィラデルフィア・フィリーズへ移籍した。8月22日にDFAとなり、25日にマイナー契約となった。レギュラーシーズン終了後の10月14日にFAとなった。

### アスレチックス時代
2021年2月2日にオークランド・アスレチックスとマイナー契約を結び、スプリングトレーニングに招待選手として参加することになった。3月26日に一旦自由契約となるが、翌27日に改めてマイナー契約を結び直した。シーズン開幕後の4月8日にメジャー契約を結んでアクティブ・ロースター入りした。この年は53試合に登板して4勝1敗、防御率4.11、62奪三振を記録した。

## 詳細情報

### 年度別投手成績
| 年 度    | 球 団    | 登 板 | 先 発 | 完 投 | 完 封 | 無 四 球 | 勝 利 | 敗 戦 | セ 丨 ブ | ホ 丨 ル ド | 勝 率 | 打 者 | 投 球 回 | 被 安 打 | 被 本 塁 打 | 与 四 球 | 敬 遠 | 与 死 球 | 奪 三 振 | 暴 投 | ボ 丨 ク | 失 点 | 自 責 点 | 防 御 率 | W H I P |
| -------- | -------- | ----- | ----- | ----- | ----- | -------- | ----- | ----- | -------- | ----------- | ----- | ----- | -------- | -------- | ----------- | -------- | ----- | -------- | -------- | ----- | -------- | ----- | -------- | -------- | ------- |
| 2015     | PIT      | 10    | 0     | 0     | 0     | 0        | 2     | 0     | 0        | 0           | 1.000 | 74    | 16.2     | 26       | 5           | 3        | 0     | 1        | 17       | 2     | 0        | 12    | 12       | 6.48     | 1.74    |
| 2016     | LAA      | 44    | 0     | 0     | 0     | 0        | 3     | 0     | 0        | 5           | 1.000 | 220   | 53.1     | 52       | 6           | 7        | 0     | 2        | 36       | 2     | 1        | 23    | 19       | 3.21     | 1.11    |
| 2017     | LAA      | 19    | 0     | 0     | 0     | 0        | 2     | 2     | 0        | 0           | .500  | 105   | 25.0     | 20       | 4           | 12       | 0     | 0        | 22       | 2     | 0        | 13    | 13       | 4.68     | 1.28    |
| 2019     | MIL      | 1     | 0     | 0     | 0     | 0        | 0     | 0     | 0        | 0           | ----  | 6     | 0.2      | 4        | 1           | 0        | 0     | 0        | 0        | 0     | 0        | 4     | 4        | 54.00    | 6.00    |
| 2020     | PHI      | 9     | 0     | 0     | 0     | 0        | 1     | 3     | 0        | 0           | .250  | 36    | 7.1      | 10       | 3           | 2        | 0     | 2        | 8        | 0     | 0        | 9     | 7        | 8.59     | 1.64    |
| 2021     | OAK      | 53    | 0     | 0     | 0     | 0        | 4     | 1     | 0        | 3           | .800  | 269   | 65.2     | 53       | 8           | 20       | 0     | 4        | 62       | 1     | 0        | 34    | 30       | 4.11     | 1.11    |
| MLB：6年 | MLB：6年 | 136   | 0     | 0     | 0     | 0        | 12    | 6     | 0        | 8           | .667  | 710   | 168.2    | 165      | 27          | 44       | 0     | 9        | 145      | 7     | 1        | 95    | 85       | 4.54     | 1.24    |

- 2021年度シーズン終了時

### 年度別守備成績
| 年 度 | 球 団 | 投手（P） | 投手（P） | 投手（P） | 投手（P） | 投手（P） | 投手（P） |
| 年 度 | 球 団 | 試 合     | 刺 殺     | 補 殺     | 失 策     | 併 殺     | 守 備 率  |
| ----- | ----- | --------- | --------- | --------- | --------- | --------- | --------- |
| 2015  | PIT   | 10        | 4         | 2         | 0         | 0         | 1.000     |
| 2016  | LAA   | 44        | 3         | 2         | 0         | 0         | 1.000     |
| 2017  | LAA   | 19        | 2         | 1         | 0         | 0         | 1.000     |
| 2019  | MIL   | 1         | 0         | 0         | 0         | 0         | .---      |
| 2020  | PHI   | 9         | 3         | 0         | 0         | 0         | 1.000     |
| MLB   | MLB   | 83        | 12        | 5         | 0         | 0         | 1.000     |

- 2020年度シーズン終了時

### 背番号
- 64（2015年）
- 54（2016年 - 2017年）
- 36（2019年）
- 57（2020年）
- 65（2021年）

### 代表歴
- 2013 ワールド・ベースボール・クラシック ベネズエラ代表
- 2017 ワールド・ベースボール・クラシック ベネズエラ代表